# Värpinge

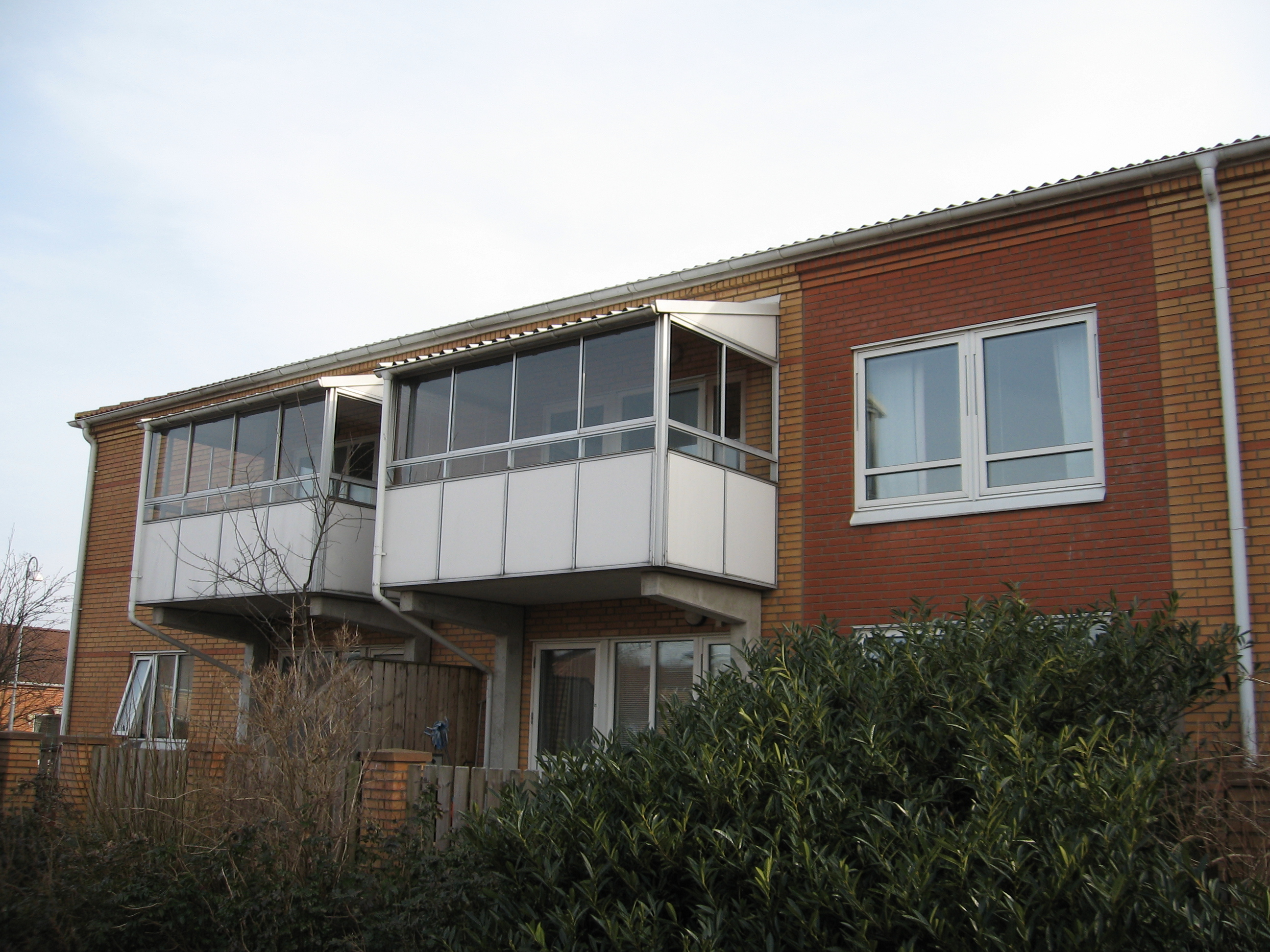
Lägenheter på Excellensen i Värpinge

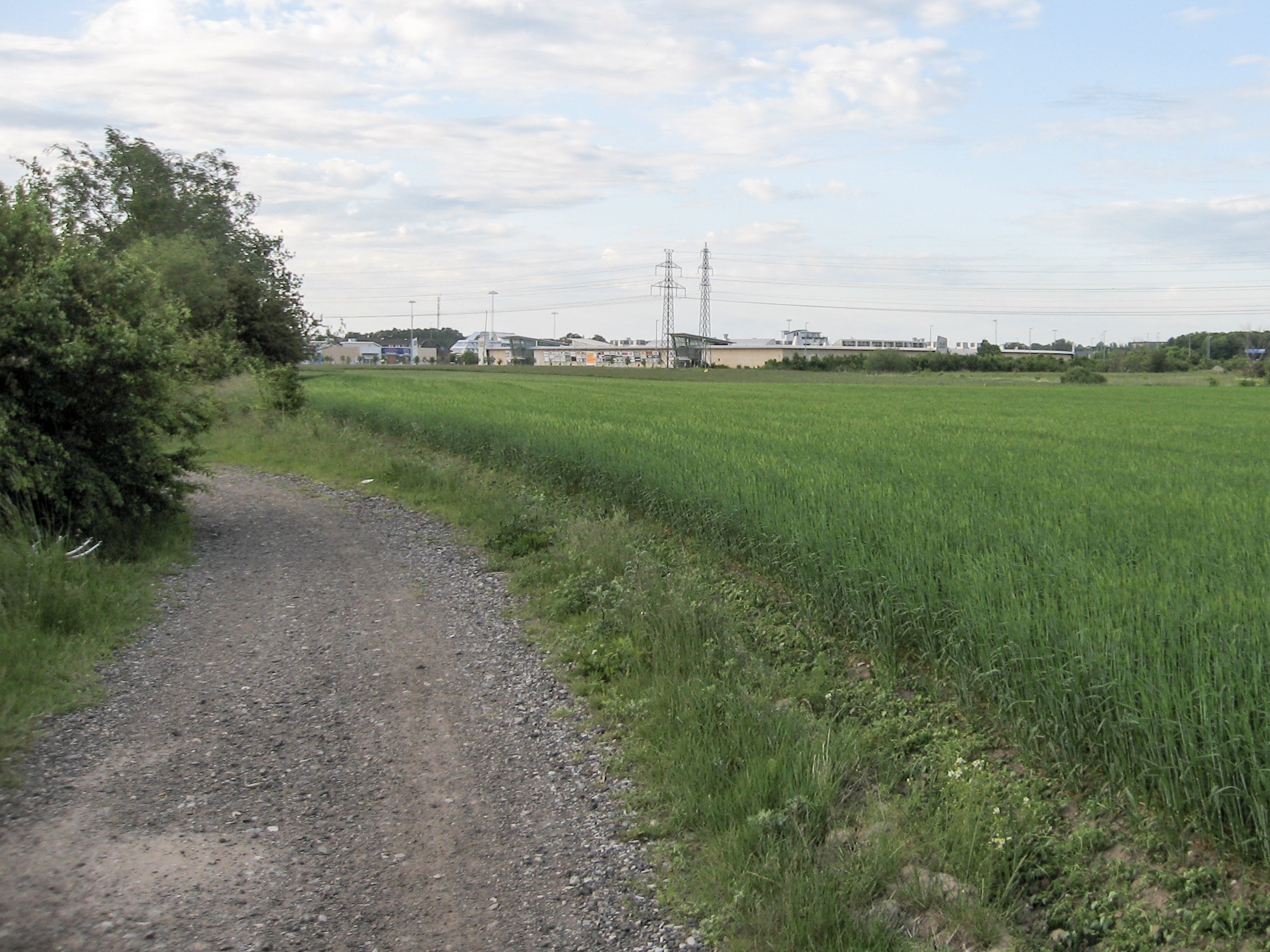
Nova Lund, sett från stråket mellan Värpinge och Pilsåkers företagsområde

Värpinge är en stadsdel i västra Lund i Sverige. Den omfattar både landsbygd (längst västerut), den gamla Värpinge by (vid Höje å) samt nyare bostadsområden (närmast centrala Lund). Stora delar av området byggdes under slutet av 1980-talet och början av 1990-talet. Större vägar genom stadsdelen är Västra Ringen (del av länsväg 108) i nord-sydlig riktning och Trollebergsvägen i öst-västlig riktning. Alldeles väster om länsväg 108 dominerar tre stora vindkraftverk landskapsbilden.
Värpinge delas in i Värpinge Norr och Värpinge Söder. Värpinge Norr är inget bostadsområde, utan består av jordbruksfält, Värpinge Golfbana och Pilsåkers företagsområde. Pilsåker räknas dock ibland som en självständig stadsdel.
Värpinge har haft tidigare namn som både Trolleberg (innan där fanns några bostadshus) och Västra Fäladen (tillsammans med Gunnesbo innan där byggdes ett område). Värpinge hade 2006 2 156 invånare, varav 24% var födda utomlands och 7% fortfarande hade utländskt medborgarskap. Arbetslösheten i Värpinge var högst i hela Lund 2004 och 2005 med 6% respektive 5,5%.
Stadsdelen gränsar till Kobjer, Väster och Klostergården. I området finns Fågelskolan (F-9) och Gråsparvsskolan (F-4).
2005 bildades Värpinge IF, vilket är en förening för de boende i Värpinge och på väster. Inom Värpinge IF finns även zumba, parkour, basketlag och fotbollslag för barn och ungdomar. Man driver många projekt; eftermiddagsverksamhet, rastverksamhet och lovverksamhet. Värpinge IF tog vintern 2012/13 initiativet till att starta en namninsamling för att få Fågelvallen upprustad. Sedan 2018 har man arrangerat Västerdagen i Folkparken.

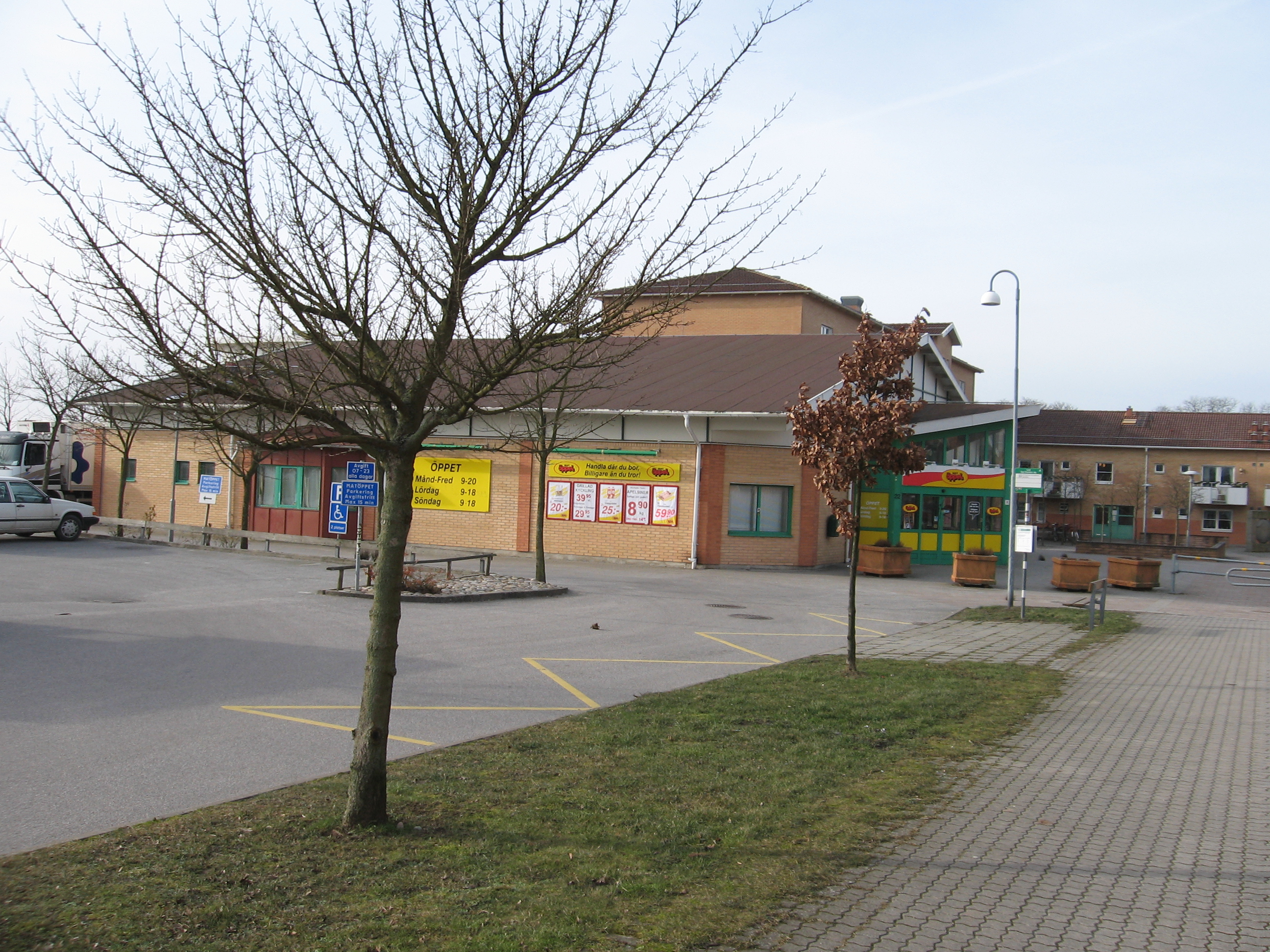
En gammal bild på Värpinge Centrum, då Matöppet var beläget där, numera finns Coop i de ombyggda lokalerna.

## Centrum
Värpinge Centrum utgörs av en pizzeria, en livsmedelsbutik (Coop) och en frisersalong.
Livsmedelsbutiken var en Konsumbutik fram till den 30 augusti 2004 när kedjan lämnade stadsdelen. Lokalen användes istället för en Matöppet, men även denna stängde våren 2007. Efter att en tid används för annat än handel öppnade en Netto i lokalen som kedjans fjärde butik i Lund. Efter att Coop köpt den svenska Nettokedjan nyöppnade butiken som en Coop den 13 mars 2020. Därmed fanns det åter en kooperativ butik i lokalen.

## Pilsåkers företagsområde
Till Värpinge räknas Pilsåkers företagsområde som till stor del upptas av olika affärer med Nova Lund som dominerande affärscentrum. I området finns även butiker som Elgiganten, Power, Miljögården, Plantagen, Rusta och Överskottsbolaget.

## Parker och naturreservat
Precis mellan Värpinge N och Värpinge S ligger naturreservatet Rinnebäcksravinen. Strax norr om Seniorgården - mitt bland Värpinges bostadsområden - ligger Per Johans Park. I Värpinge ligger också Apelparken.

## Områden i Värpinge
Värpinge är i dagligt tal är indelat i 10 delområden.
- Riksdagen och Regeringen, lägenheter (Ministervägen)
- Östen Undéns, lägenheter (Östen Undéns gata)
- Excellensen, lägenheter (Tage Erlanders väg)
- Centrum, lägenheter (Hildur Sandbergs gata, Ernst Wigforss gata)
- Södra Värpinge, lägenheter (Talmansgatan)
- Nya Värpinge, villor och lägenheter (Rösträttsgatan)
- Värpinge gård, lägenheter (Trollebergsvägen)
- Värpinge äng, villor och lägenheter (Trollebergsvägen)
- Värpinge by, hus (Trollebergsvägen)